# アーサー・ウィリアム・デヴィス

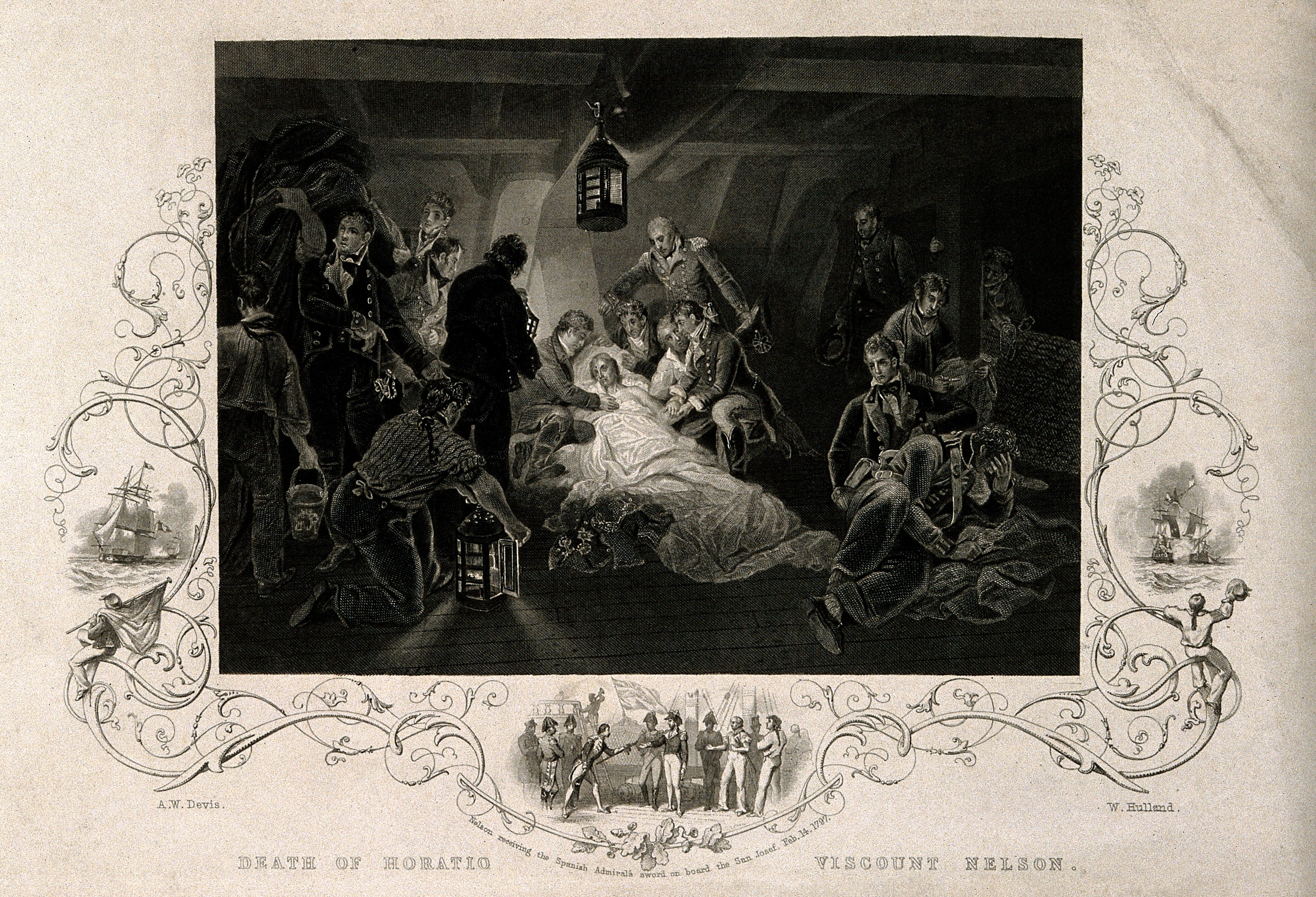
『ネルソンの死』版画版

アーサー・ウィリアム・デヴィス（Arthur William Devis、 1762年8月10日 - 1822年2月11日）はイギリスの画家である。肖像画や歴史画を得意とし、40年を超える画家の仕事の間にロイヤル・アカデミー・オブ・アーツ(王立美術院)に65点の絵画を出展した。代表作の『ネルソンの死』は、トラファルガー海戦の勝利のあと、戦死したネルソン提督を称える絵画に出版社が賞金を出して募集したのに応募し、選ばれたもので、ネルソンの「英雄化」に貢献した。

## 略歴
ロンドンに画家のアーサー・デヴィスの19番目の子供に生まれた。兄に画家のトーマス・デヴィスがいて、姉に教育者となったエリン・デヴィスがいる。エリンは女性作家のマリー・エッジワース(Maria Edgeworth)やファニー・バニー(Fanny Burney)を教えたことで知られている。
画家の兄と同じように1774年から王立美術学校で学び、自由芸術家協会 (Free Society of Artists) に出展した。自由芸術家協会は父親の
アーサー・デヴィスが1768年に会長を務めていた。王立美術院にも出展し、会長の画家ジョシュア・レノルズの注意を引く存在になっていた。
1783年に、イギリス東インド会社の商船「アンテロープ」号に船員として乗り込み、太平洋を航海するが、この航海ではスクーテン島で、現地人との戦いで負傷し、パラオで船は難破を経験することになった。この航海で矢傷をあごに残すこととなった。その後、インドに10年ほど滞在し画家として働いて暮らした。1795年までにはロンドンに戻り、ロンドンで保険を受け取っていた記録がある 。
1805年のトラファルガー海戦の勝利のあと、新聞を発行していた出版人、ジョシア・ボイデル(Josiah Boydell)が最も優れた、『ネルソンの死』を題材にした絵を賞金500ギニーで募集し、版画にして出版すると発表した。デヴィスはベンジャミン・ウエスト(Benjamin West)とともに最も有力な応募者となった。デヴィスのパトロンでネルソンの友人のデイヴィソンの助けで、ネルソンの遺体を運んで帰還した戦列艦、ヴィクトリーに乗船を許され、1週間にわたってスケッチを行った。デヴィスの『ネルソンの死』はウェストの作品と争いボイデルに選ばれた。
その他にも多くの肖像画を残した。画家として成功したにもかかわらず、経済的には困窮し、しばしば負債を返せずに投獄された。1822年にロンドンで没した。

## デヴィスの作品

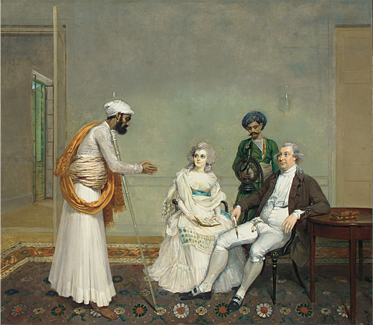
東インド会社のヒートリーと召使ら
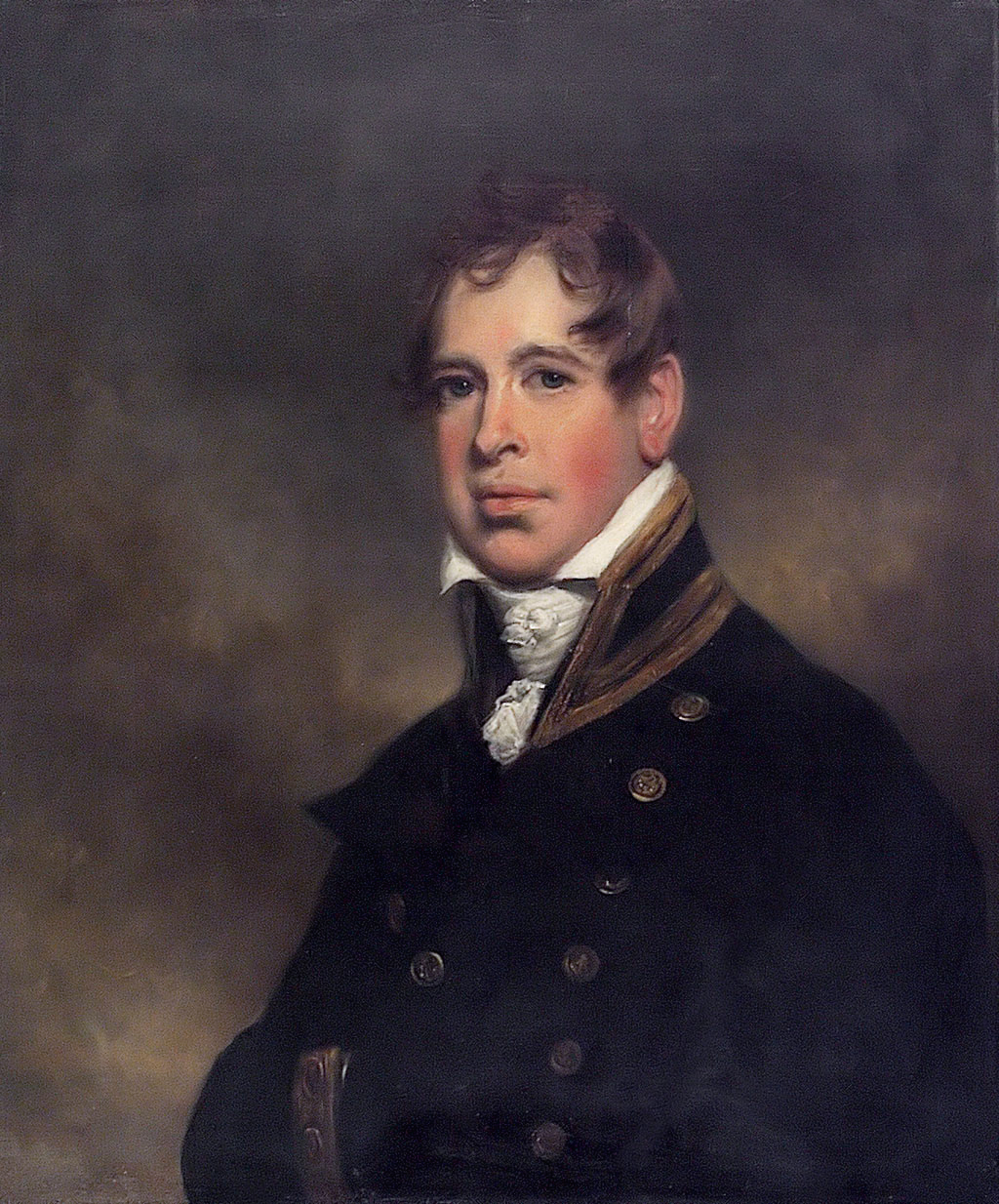
軍医ウィリアム・ビーティ
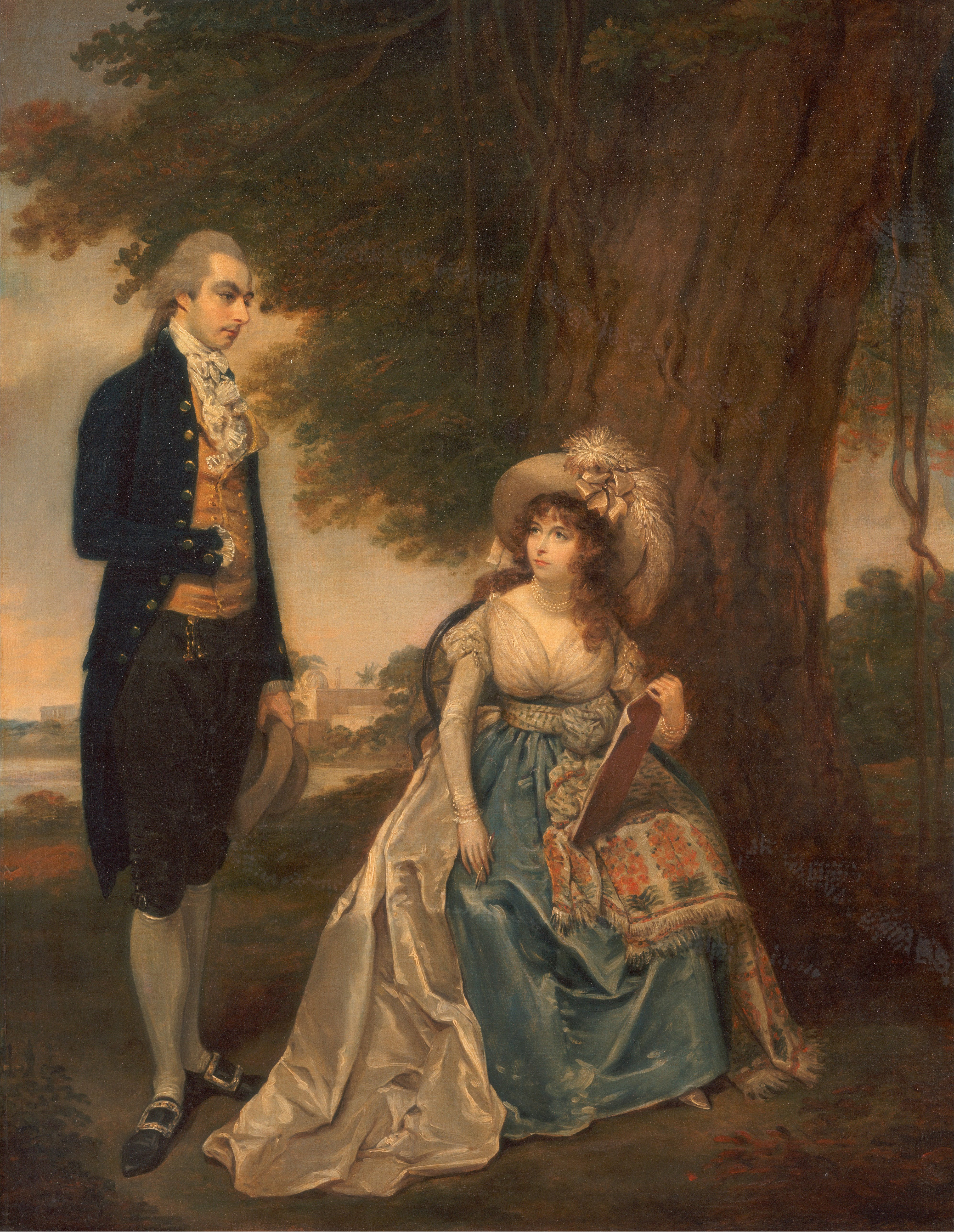
フレーザー夫妻
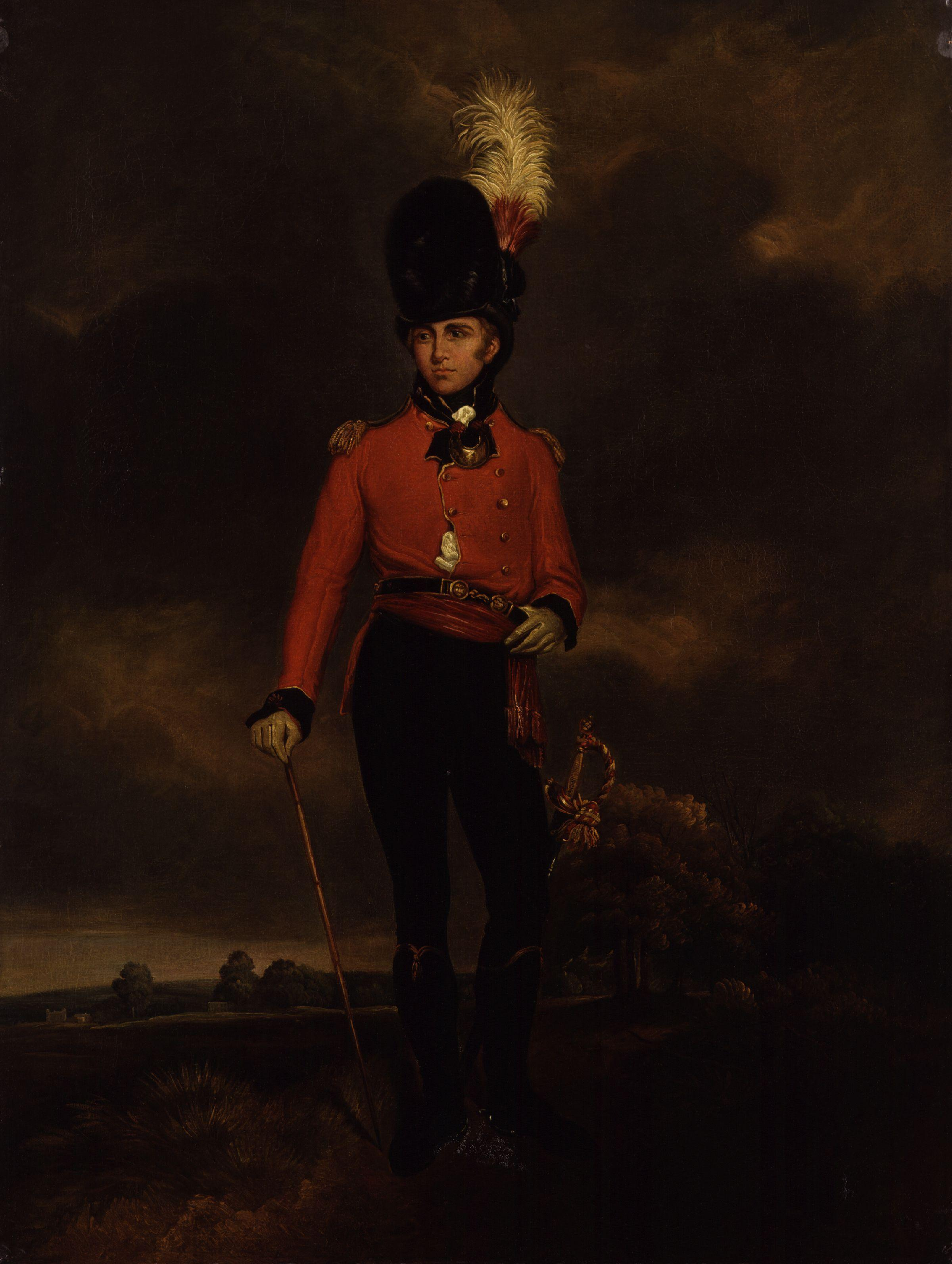
初代アマースト伯爵